# What Price Glory
What Price Glory (bra: Sangue por Glória) é um filme estadunidense de 1952, do gênero Guerra dirigido por John Ford para a 20th Century Fox. O roteiro do filme é de Henry Ephron e se baseia numa peça de Maxwell Anderson e Laurence Stallings, apesar de não ter sido usado nenhum diálogo de Anderson. Pensado originariamente como um musical, muitas cenas são de comédia.  

## Elenco
- James Cagney...capitão Flagg
- Corinne Calvet...Charmaine
- Dan Dailey...Primeiro Sargento Quirt
- William Demarest...cabo Kiper
- Craig Hill...tenente Aldrich
- Robert Wagner...soldado Lewisohn
- Marisa Pavan...Nicole Bouchard
- Max Showalter...tenente Moore
- James Gleason...general Cokely
- Wally Vernon...Lipinsky
- Henri Letondal...Cognac Pete

## Sinopse
O experimentado capitão Flagg é um fuzileiro naval que está na França e comanda seus homens em batalhas contra os alemães durante a Primeira Guerra Mundial. Nos intervalos ele fica hospedado na estalagem de Cognac Pete junto de seus homens. Ele está angustiado pois os reforços recém-chegados são todos recrutas muito jovens. Para ajudar a colocar esses novatos em forma, Flagg recebe o primeiro-sargento Quirt, seu odiado e antigo rival amoroso, embora o respeitasse como soldado. Quirt aproveita uma licença de Flagg para cortejar a filha do estalajadeiro, a amante do rival. O pai da moça não gosta e exige o casamento. Flagg retorna e concorda em realizar a cerimônia, mas recebe ordens de uma missão urgente na fronteira e Quirt se aproveita disso para escapar do compromisso.